# 洪水來臨前
《洪水來臨前》（英語：Before the Flood）是一部由奧斯卡獎製作人費舍·斯蒂文斯所導演，與奧斯卡影帝、聯合國和平使者李奧納多·狄卡皮歐花了三年多的時間拍攝而成的記錄片，於2016年9月9日在多倫多國際電影節中首播。片中揭露了地球在近世紀來的全球暖化現象，並以科學和人性的角度來分析其影響和可能的後果，目的是希望能喚起大眾意識。
此片由多人通力製作而成，其中包含了李奧納多·狄卡皮歐，他表示他拍攝這部電影的原因是：「我們要拍一個影片、喚起大眾的急迫感，讓他們了解，大家可以透過什麼方式，來一起解決這個問題。....我們要用我們的選票表示，我們無法再容忍那些對現代科學、科學方法驗證出的真理視而不見的政治領導人.... 他們活在石器時代、活在黑暗時代、而我們要活在未來。」「.... 我們到了地球各個角落，來記錄因全球暖化所造成毁滅性影響，並詢問人類是否有能力來轉變這個人類有史以來最大的災難。有很多我們要做的。我們全程目睹的事實，告訴我們世界氣候是如此不可置信地息息相關，而現在已到最急迫的關鍵時刻！」

## 劇情
在片中李奧納多·狄卡皮歐勘查全球諸多人為活動所造成的環境破壞與衍生出全球暖化的狀況，會見各國飽受氣候變遷影響的人，並尋求解決方案的過程，從可再生能源，到防止海平面持續上升等任務，都有逐一探討。
片中所記錄的重要情景包含：
- 狄卡皮歐與一位丹麥和格陵蘭的地質學教授，格陵蘭冰原專家傑生Jason Box在格陸蘭冰原上見面時，兩人拉開繩索，讓觀眾知道，格陵蘭的冰原在近五年來已融化掉相當驚人的深度。光是五年內，就有數佰立方公里的冰，已經完全變成冰水、隨著冰溝沖入海洋。傑生表示，他實際所觀察的現象告訴他，現在用來預測未來的氣候變遷模式、甚至已過於保守。如果全球溫度維持在過去十年的溫度，格陵蘭冰原將完全消失。

- 狄卡皮歐拜訪氣候學家及地球物理學家麥可·曼（Michael Mann），他表示當他發表了有名的氣候曲線圖冰上曲棍球棍圖（英语：Hockey stick graph）、證明沒有先例、劇烈的全球暖化在近幾十年來發生後，受到來自各地的嚴厲抨擊、包含媒體、國會、甚至受到人身威脅。而這些行為的背後策動者，就是有相關石油工業的利益團體及保守派智庫。
- 狄卡皮歐與印度有名的環境保護專家蘇妮塔·娜蘭（Sunita Narain）見面時，揭露了事實有：在印度還有三億的人口連電力也沒有，有7億的家庭用生質能源烹飪，萬一這些人日後轉而用碳，整個世界會像在油鍋裡了 ( Then the entire world is fried.）； 美國人在太陽能上面的投資遠遠落後許多國家，而其平均每家庭電力消耗遠大於其他國家的每家庭電力消耗量（法國的1.2倍，日本的2.2倍、中國的10倍、印度的34倍）； 像狄卡皮歐和蘇妮塔. 娜蘭這類（有經濟能力的）人、還可以應付全球暖化的剛開始的衝擊，但那些在印度、非洲、孟加拉的窮人，卻已成為第一波全球暖化下的受難者。

片中還揭露了一些持『全球暖化否定說』的人如何公然否認科學界普遍認定存在的全球暖化事實、意圖造成民眾對全球暖化的誤解、或認知混淆的狀況。

## 片中人物
除了李奧納多 ，出現在此記錄片中的也有許多名人，包含時任美國總統歐巴馬、天主教教宗方濟各，特斯拉汽車執行長伊隆·馬斯克，以及聯合國秘書長潘基文等等。

## 配樂
這部電影的配樂由魔怪、特倫特·雷澤諾、阿提克斯·羅斯與古斯塔沃·桑塔歐拉拉撰寫及執行。

## 反響

### 播出情况
《洪水來臨前》於10月30日星期日晚上7點在國家地理頻道首播，並在全球171個國家以45個語言同步播出。為了讓更多人看到這部片，國家地理頻道將開放頻道一個星期讓大家免費收看。同時，在跨平台收視上，本片將於國家地理頻道的Facebook及YouTube頻道、hulu、Google Play、iTunes、Amazon、Twitter無廣告免費播放。在台灣播放的時間和平台預計有：
- 國家地理頻道、國家地理高畫質頻道、國家地理野生頻道、國家地理悠人頻道 10月30日 19:00
- STAR Movies HD （台灣） 10月30日 19:00
- FOX 11月6日 23:00
- Star World （台灣） 10月31日 08:00
- 衛視中文台 10月31日 10:00
- 星衛娛樂台 10月31日 09:00
- 星衛HD電影台 11月5日 18:40
- FOX體育台 10月31日 16:00
- FOX SPORTS 3 10月31日 00:30
- STAR Movies （台灣） 10月31日 01:55
- 公視主頻 10月30日 21:30
- 公視主頻 10月31日 09:30
- 公視3台 10月31日 15:00
- TVBS 56 10月30日 23:00
- TVBS 56 11月5日 10:00
- TVBS 56 11月6日 18:00
- 國家地理頻道facebook粉絲團 & YouTube頻道 10/30 19:00-11/6 23:59 隨選影音（VOD）
- MOD 10/31-11/6 隨選影音（VOD）
- YahooTV 10/30 20:30-11/6 23:59 隨選影音（VOD）
- 愛奇藝台灣站 10/30 20:30-11/6 23:59 隨選影音（VOD）

### 評價
《洪水來臨前》可能會是繼前美國副總統艾爾·高爾於2006年發行的電影《不願面對的真相》後，最具份量、最受矚目的環保記錄片。自播出不到一週時間，在全球已累積超過3千萬次觀看次數，成為2000年後最多人看過的紀錄片，也是國家地理頻道史上最多人看過的紀錄片。。
根據網路電影資料庫，此片於2016年11月7在被為數約8,132位的評論家及網友評價為極高的平均8.5顆星。

### 榮譽
| 頒獎典禮     | 獎項           | 名字                             | 結果 | 參考資料 |
| ------------ | -------------- | -------------------------------- | ---- | -------- |
| 好萊塢電影獎 | 好萊塢紀錄片獎 | 李奧納多·狄卡皮歐與費舍·斯蒂文斯 | 獲獎 | [ 8 ]    |

## 外部連結
- Before The Flood （页面存档备份，存于） （官方網站）
- 互联网电影数据库（IMDb）上《Before the Flood》的资料（英文）
- Before the Flood （页面存档备份，存于） reviewed at Collider （页面存档备份，存于）